# Black Sheep (1996)
Black Sheep is een Amerikaanse komische film uit 1996 van Penelope Spheeris met in de hoofdrollen meer onder meer Chris Farley en David Spade.
Farley en Spade waren een jaar eerder ook samen te zien in Tommy Boy, maar Black Sheep is daar inhoudelijk geen vervolg op.

## Verhaal
Al Donnelly (Tim Matheson) voert campagne om verkozen te worden tot gouverneur van de staat Washington. Zijn goedbedoelende maar onhandige broer Mike (Chris Farley) helpt hem hierbij, maar dit loopt zo uit de hand dat campagneleider Roger (Timothy Carhart) Al adviseert om Mike niet meer mee te laten doen. Al weigert dit, maar besluit om zijn assistent Steve Dodds (David Spade) Mike te laten begeleiden.
Ondanks Steves toezicht blijft Mike echter in de problemen komen, onder meer met een gestoorde Vietnamveteraan (Gary Busey). De huidige gouverneur, Evelyn Tracy (Christine Ebersole),
krijgt belastende foto's van Mikes acties in handen en publiceert die om Al te dwarsbomen.

## Rolverdeling
| Acteur             | Personage              | Opmerkingen               |
| ------------------ | ---------------------- | ------------------------- |
| Chris Farley       | Mike Donnelly          |                           |
| David Spade        | Steve Dodds            | campagnemedewerker van Al |
| Tim Matheson       | Al Donnelly            | kandidaat-gouverneur      |
| Timothy Carhart    | Roger Kovary           | campagneleider van Al     |
| Christine Ebersole | Evelyn Tracy           | gouverneur van Washington |
| Bruce McGill       | Neuschwander           | Tracy's campagneleider    |
| Gary Busey         | sergeant Drake Sabitch | Vietnamveteraan           |

## Productie
Farley en Spade waren eerder collega's bij Saturday Night Live. De schepper van dat programma, Lorne Michaels, was ook de producent van Black Sheep.
Michaels, ook producent van de verwante film Tommy Boy, gaf later aan dat het maken van Black Sheep nogal tumultueus verliep. Paramount had Tommy Boy te weinig gepromoot, maar toen de film succesvol bleek, wilden ze snel een nieuwe film met Farley en Spade in de hoofdrol. Fred Wolf (die overigens een cameo heeft) kreeg maar een paar dagen om een script te
schrijven en kreeg meerdere malen ruzie met regisseur Spheeris, die ook al overhoop lag met Spade.